# Едер Алейшо де Ассіс
Едер Алейшо де Ассіс (порт. Eder Aleixo de Assis, нар. 25 травня 1957, Веспазіану) — бразильський футболіст, що грав на позиції нападника.
Виступав, зокрема, за клуби «Греміо» та «Атлетіко Мінейру», а також національну збірну Бразилії.

## Клубна кар'єра
У дорослому футболі дебютував 1973 року виступами за команду «Америка Мінейру», в якій провів чотири сезони, взявши участь у 28 матчах чемпіонату, після чого протягом 1977—1979 років захищав кольори клубу «Греміо», з яким виграв Лігу Гаушу в 1977 і 1979 роках.
Своєю грою за останню команду привернув увагу представників тренерського штабу клубу «Атлетіко Мінейру», до складу якого приєднався 1980 року. Відіграв за команду з Белу-Орізонті наступні шість сезонів своєї ігрової кар'єри. У складі «Атлетіко Мінейру» був одним з головних бомбардирів команди, маючи середню результативність на рівні 0,34 гола за гру першості і п'ять разів виграв з командою чемпіонат штату.
Згодом виступав за низку бразильських клубів, але єдиним трофеєм став титул Кубка Бразилії, здобутий з «Крузейру» у 1993 році. Також виступав за кордоном у парагвайському «Серро Портеньйо» та турецькому «Фенербахче». Завершив ігрову кар'єру у команді «Монтіс-Кларус», за яку виступав протягом 1997 року.

## Виступи за збірну
17 травня 1979 року дебютував в офіційних іграх у складі національної збірної Бразилії в матчі проти парагвайської збірної (6:0), в якому забив гол, а пізніше того ж року зіграв і у розіграші Кубка Америки 1979 року, де дійшов з командою до півфіналу і здобув бронзові нагороди.
Згодом у складі збірної був учасником чемпіонату світу 1982 року в Іспанії. У першому ж матчі збірної Бразилії на турнірі Едер з-за меж штрафного майданчика забив ефектний переможний гол у ворота збірної СРСР (2:1). Потім в грі проти Шотландії (4:1) Едер ефектним ударом з дальньої дистанції перекинув м'яч за спину голкіпера прямо в дев'ятку. У матчі другого групового етапу проти аргентинців (3:1) штрафний у виконанні Едера привів до першого голу збірної Бразилії. Після чемпіонату Едер неодноразово включався до складів різних символічних збірних.
Останнім великим турніром для Едера став розіграш Кубка Америки 1983 року, де нападник разом з командою здобув «срібло».
Брав участь в відбіркових матчах до чемпіонату світу 1986 року, але через неспортивну поведінку в товариському матчі зі збірною Перу був відлучений від збірної і в Мексику не поїхав. Після 1986 року Едер, як і більшість з плеяди зірок збірної Теле Сантани, завершив виступи за національну команду. Загалом протягом кар'єри у національній команді, яка тривала 8 років, провів у її формі 51 матч, забивши 8 голів.

## Титули і досягнення
- Володар Кубка Бразилії (1):

«Крузейру»: 1993
- Переможець Ліги Гаушу (2):

«Греміо»: 1977, 1979
- Переможець Ліги Мінейро (6):

«Атлетіко Мінейро»: 1980, 1981, 1982, 1983, 1985, 1995
- Срібний призер Кубка Америки (1):

Бразилія: 1983